# Río Hunte
El río Hunte es un río de Alemania que discurre por el noroeste del país, siempre en el estado de Baja Sajonia. Con 189 km de longitud, es un afluente, por la margen izquierda, del río Weser, tras el río Aller, el segundo en importancia.
El Hunte nace en los montes de Wiehengebirge. En la llanura del norte de Alemania fluye a través del lago Dümmer. Discurre generalmente hacia el norte a través de las ciudades de Bad Essen, Diepholz, Wildeshausen y Oldemburgo. Desemboca en el Weser en Elsfleth, en su curso bajo. El tramo entre la ciudad de Oldemburgo y la desembocadura en el Weser es navegable para cargueros costeros. El canal de Küsten, apto solo para la navegación interior, une el Hunte, en Oldemburgo, con el río Ems, cerca de Papenburg.

## Cuenca hidrográfica
La cuenca hidrográfica del Hunte es relativamente estrecha (su ancho máximo es de aproximadamente 40 km) y se extiende de sur a norte —principalmente dentro del estado de Baja Sajonia, aunque también drena en pequeña medida parte de Renania del Norte-Westfalia (distritos de Minden-Lübbecke y Herford)—, con una longitud de aproximadamente 110 km. El punto más alto del área de la cuenca es Nonnenstein, en las colinas de Wiehengebirge (275 metros), y las regiones más bajas de la cuenca se encuentran dentro de las marismas en el bajo Hunte (parcialmente por debajo del nivel del mar). Por mucho, la mayor parte de la cuenca atraviesa la llanura del norte de Alemania, por lo que el Hunte fluye principalmente a través de turberas, geest y pantanos. Una pequeña porción se encuentra dentro de las tierras altas centrales.

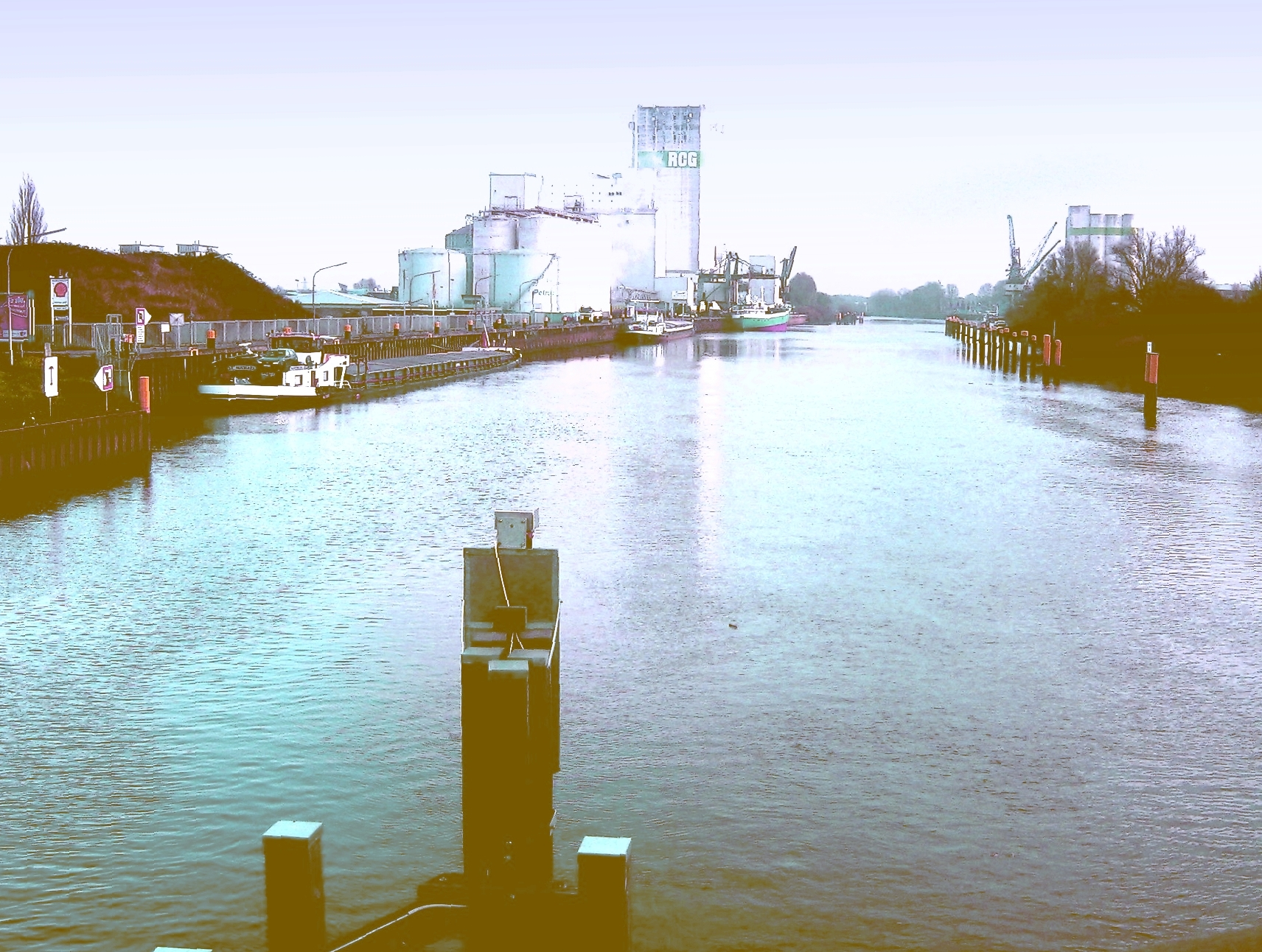
El Hunte en Oldemburgo
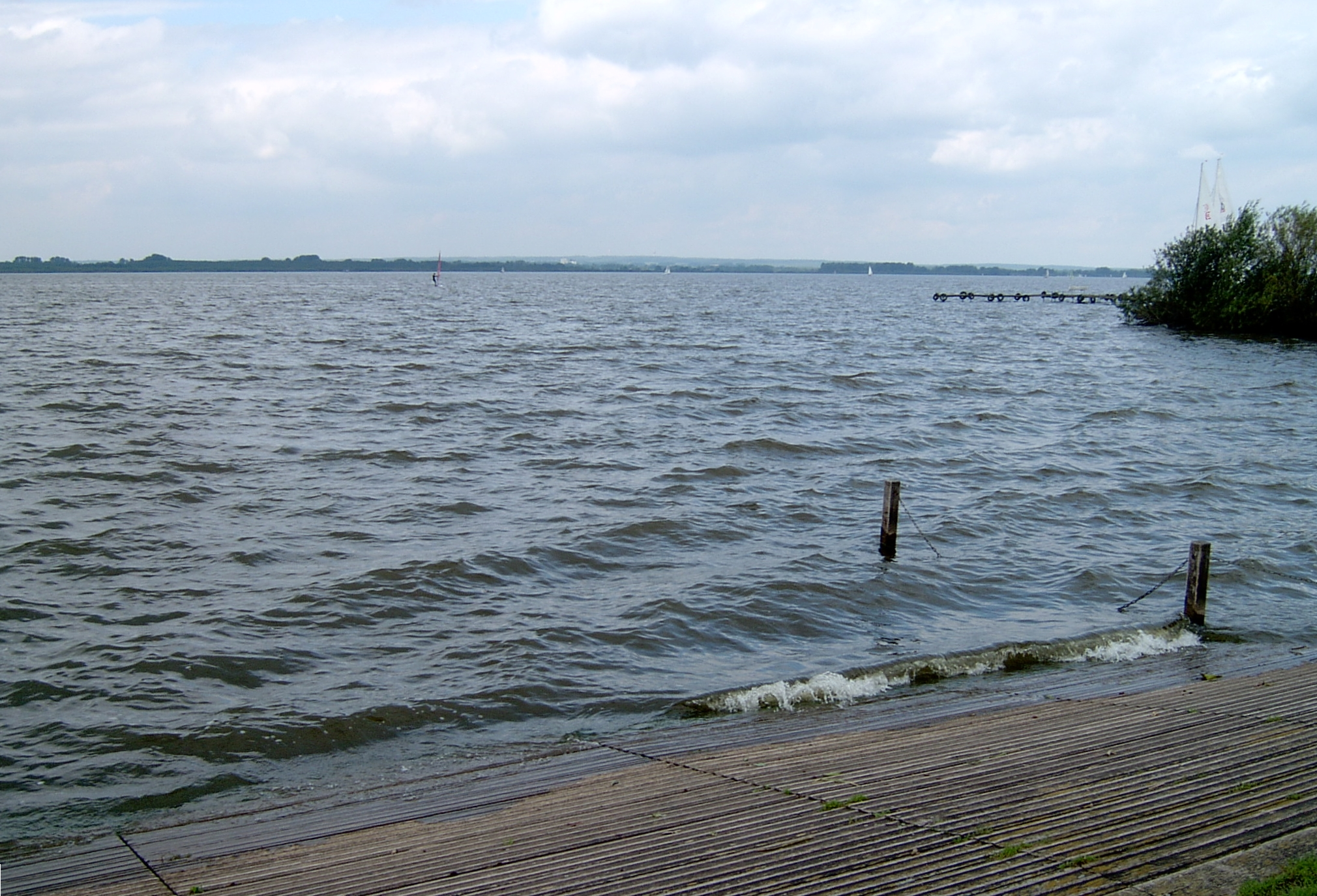
Lago Dümmer